# 18676 Zdeňkaplavcová
(18676) Zdeňkaplavcová, denumire internațională (18676) Zdenkaplavcova, este un asteroid din centura principală de asteroizi.

## Descriere
18676 Zdeňkaplavcová este un asteroid din centura principală de asteroizi. A fost descoperit pe 30 martie 1998 la Observatorul din Ondřejov de Petr Pravec. Asteroidul prezintă o orbită caracterizată de o semiaxă mare de 2,61 ua, o excentricitate de 0,08 și o înclinație de 4,9° în raport cu ecliptica.